# Enteroctopus dofleini
Bạch tuộc khổng lồ Thái Bình Dương (Danh pháp khoa học: Enteroctopus dofleini) còn được biết đến với tên gọi là Bạch tuộc khổng lồ Bắc Thái Bình Dương là một loài bạch tuộc cỡ lớn trong chi Enteroctopus phân bố ở bờ biển phía Bắc Thái Bình Dương và có ở California, Oregon, Washington, British Columbia, Alaska, Nga, Bắc Nhật Bản và Hàn Quốc. Chúng có mặt ở khắp các vùng nước ôn đới của Thái Bình Dương, từ nam California tới Alaska, tây tới đảo Aleutian và Nhật Bản.

## Đặc điểm
Chúng phát triển lớn hơn và sống lâu hơn nhiều loài bạch tuộc khác. Kích thước kỷ lục của chúng theo một mẫu vật được lưu giữ dài 9,1 mét và nặng 272 kg. trung bình chúng dài 5 mét và nặng 50 kg. Chúng sống khoảng 4 năm, cả con đực và con cái chết sau khi đẻ. Con cái sống đủ lâu để chăm sóc trứng của chúng, nhưng không ăn trong giai đoạn ấp trứng dài nhiều tháng và thường chết ngay sau đó. Loài này khá giống tắc kè hoa, có thể thay đổi hình dạng để giả thành đá và san hô có cấu trúc phức tạp.
Bạch tuộc khổng lồ có đầu lớn phồng ra và thường có màu nâu hơi đỏ. Giống như những thành viên khác của họ bạch tuộc, chúng dùng những tế bào sắc tố đặc biệt trong da để thay đổi màu sắc và hình dạng và có thể hòa trộn với những loài san hô có cấu trúc phức tạp nhất, cỏ biển và đá. Chúng đi ăn vào ban đêm, sống chủ yếu nhờ tôm, nghêu, tôm hùm, cá, nhưng cũng được biết là đã tấn công và ăn thịt cá mập và chim, dùng miệng có dạng mõm nhọn sắc để đâm và xé con mồi. 

## Tập tính
Là sinh vật thông minh cao, bạch tuộc khổng lồ Thái Bình Dương học được cách mở nắp hũ, bắt chước các loài bạch tuộc khác, và giải các mê cung trong thử nghiệm ở phòng thí nghiệm. Số lượng của chúng chưa được biết rõ, và hiện nay chưa có tên trong danh sách các loài có nguy cơ hoặc dễ bị nguy hiểm. Tuy nhiên chúng rất nhạy cảm với điều kiện môi trường và có lẽ đang chịu ảnh hưởng từ sự ô nhiễm môi trường mức độ cao ở khu vực phân bố của chúng.

## Trong ẩm thực
Bạch tuộc khổng lồ ở Nhật Bản còn được gọi là Mizudako, cũng được gọi là Shiodako và Oodako là loài lớn tới 3 mét. Nó được bắt ở độ sâu 100 – 1000 mét vào mùa thu và mùa đông ở miền bắc Nhật Bản. Nó thường được bán dưới dạng đông lạnh. Sau đó nó được cắt dưới dạng rã đông nửa chừng dùng làm các món: Mizudako sashimi, xa lát Mizudako. Nó cũng thường được luộc và ngâm trong giấm. Trứng của nó cũng được dùng làm sushi.